# یاریخ
یاریخ (اوگاریتی: 𐎊𐎗𐎃، YRḪ، «ماه») یا Yaraḫum : 118–119  یک خدای ماه در خاور نزدیک باستان بود.

## نام
نام یاریخ (Yariḫ; 𐎊𐎗𐎃 YRḪ) واژه‌ای متداول در اوگاریتی است که هم به ایزد ماه می‌تواند اشاره داشته باشد و هم به ماه به عنوان یک جرم آسمانی. معنای دیگری که برای آن گواهی شده «ماه» است. صورت‌های پیشین این نام، (Y)arakh و (Y)erakh به شکل عنصری از نام‌های تئوفوری در زبان اموری آمده است.

## در سنت پیشین اموری
فرض بر این است که خدای ماه یکی از خدایان اصلی پانتئون اولیه آموری‌ها بوده است.